# Beltrán (Cundinamarca)
Pour les articles homonymes, voir Beltran.
Beltrán est une municipalité située dans le département de Cundinamarca, en Colombie.